# Velké Přítočno
Obec Velké Přítočno se nachází v okrese Kladno, kraj Středočeský, přibližně 4 km jihovýchodně od centra Kladna a 3,5 km severně od Unhoště, při silnici I/61, spojující zmíněná dvě města. Žije zde přibližně 1 100 obyvatel. Mezi severním okrajem obce a kladenským sídlištěm Kročehlavy se rozkládá moderní průmyslová zóna Kladno-jih, směrem na západ se zvedá zalesnění návrší Kožová hora.

## Historie
První písemná zmínka o obci pochází z roku 1354. V dnešní době[kdy?] se zde staví nové domy na jihovýchodním kraji vesnice.

### Územněsprávní začlenění
Dějiny územněsprávního začleňování zahrnují období od roku 1850 do současnosti. V chronologickém přehledu je uvedena územně administrativní příslušnost obce v roce, kdy ke změně došlo:
- 1850 země česká, kraj Praha, politický okres Smíchov, soudní okres Unhošť[4]
- 1855 země česká, kraj Praha, soudní okres Unhošť[4]
- 1868 země česká, politický okres Smíchov, soudní okres Unhošť[4]
- 1893 země česká, politický okres Kladno, soudní okres Unhošť[5]
- 1939 země česká, Oberlandrat Kladno, politický okres Kladno, soudní okres Unhošť[6]
- 1942 země česká, Oberlandrat Praha, politický okres Kladno, soudní okres Unhošť[7]
- 1945 země česká, správní okres Kladno, soudní okres Unhošť[8]
- 1949 Pražský kraj, okres Kladno[9]
- 1960 Středočeský kraj, okres Kladno[10]

### Rok 1932
V obci Velké Přítočno (886 obyvatel) byly v roce 1932 evidovány tyto živnosti a obchody: cukrář, obchod s cukrovinkami, holič, 4 hostince, kapelník, kolář, konsum Včela, kovář, krejčí, 2 obuvníci, pekař, 2 pokrývači, 2 porodní asistentky, 9 rolníků, 3 řezníci, 6 obchodů se smíšeným zbožím, 2 trafiky, truhlář, státní velkostatek, 2 zámečníci.

## Podnebí
Velké Přítočno je udáváno jako místo s nejmenším ročním úhrnem srážek v ČR, v roce 1933 zde spadlo nejméně srážek – 247 mm.

## Doprava
- Pozemní komunikace – Obcí vede silnice I/61 v peáži se silnicí II/101 spojující Kladno s dálnicí D6.
- Železnice – Území obce protíná železniční trať 120 z Prahy do Kladna a Rakovníka. Železniční stanice na území obce není. Nejblíže obci jsou železniční stanice Kladno a Unhošť ve vzdálenosti 1,5 km ležící na trati 120 z Prahy do Rakovníka.
- Veřejná doprava 2011 – V obci zastavovaly autobusové linky jedoucí do těchto cílů: Beroun, Hořovice, Jeneč, Kladno, Praha, Příbram, Rudná, Unhošť.

## Fotogalerie

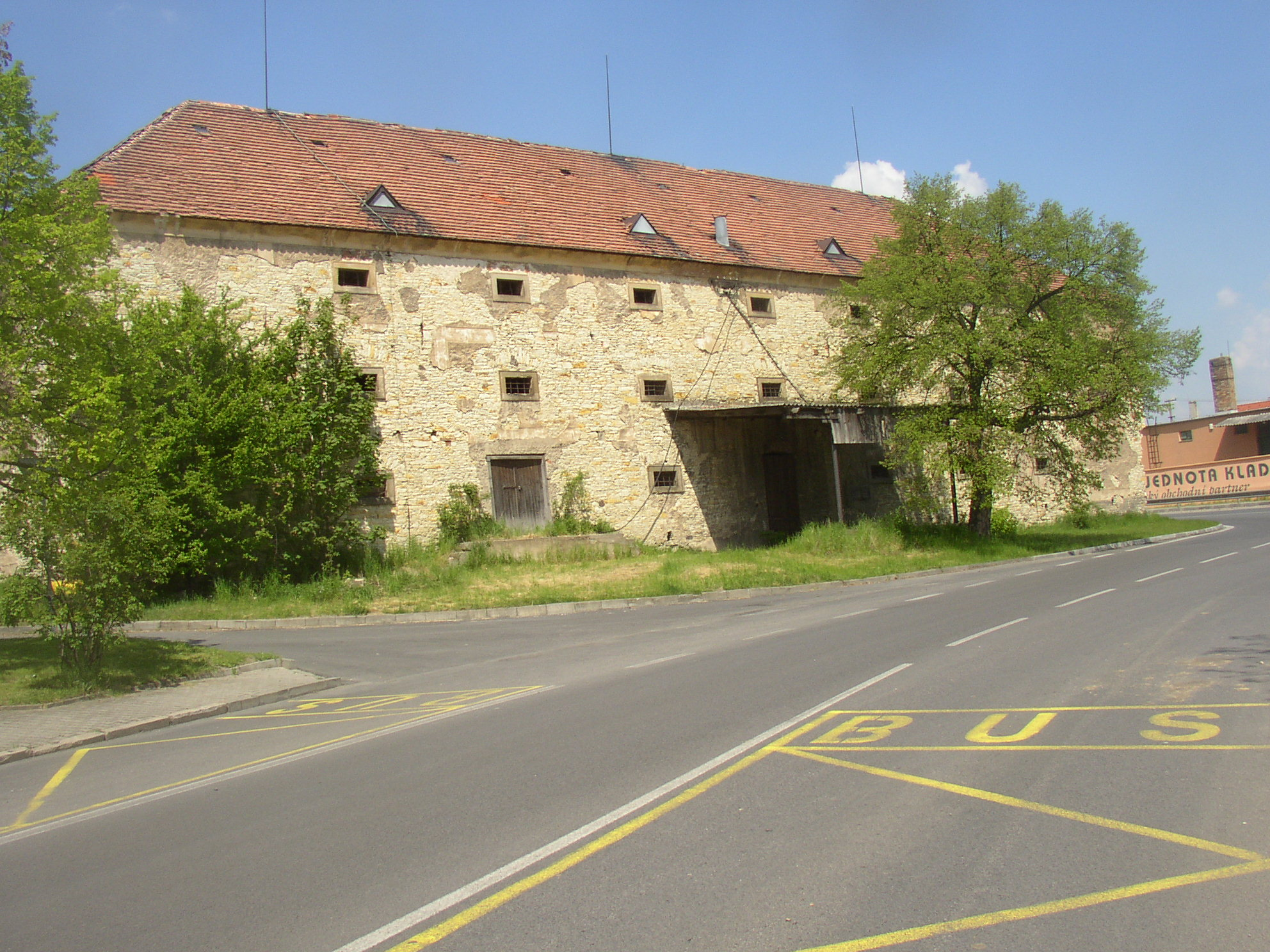
Nejvýznamnější památkou obce býval barokní špýchar, zbořený roku 2008
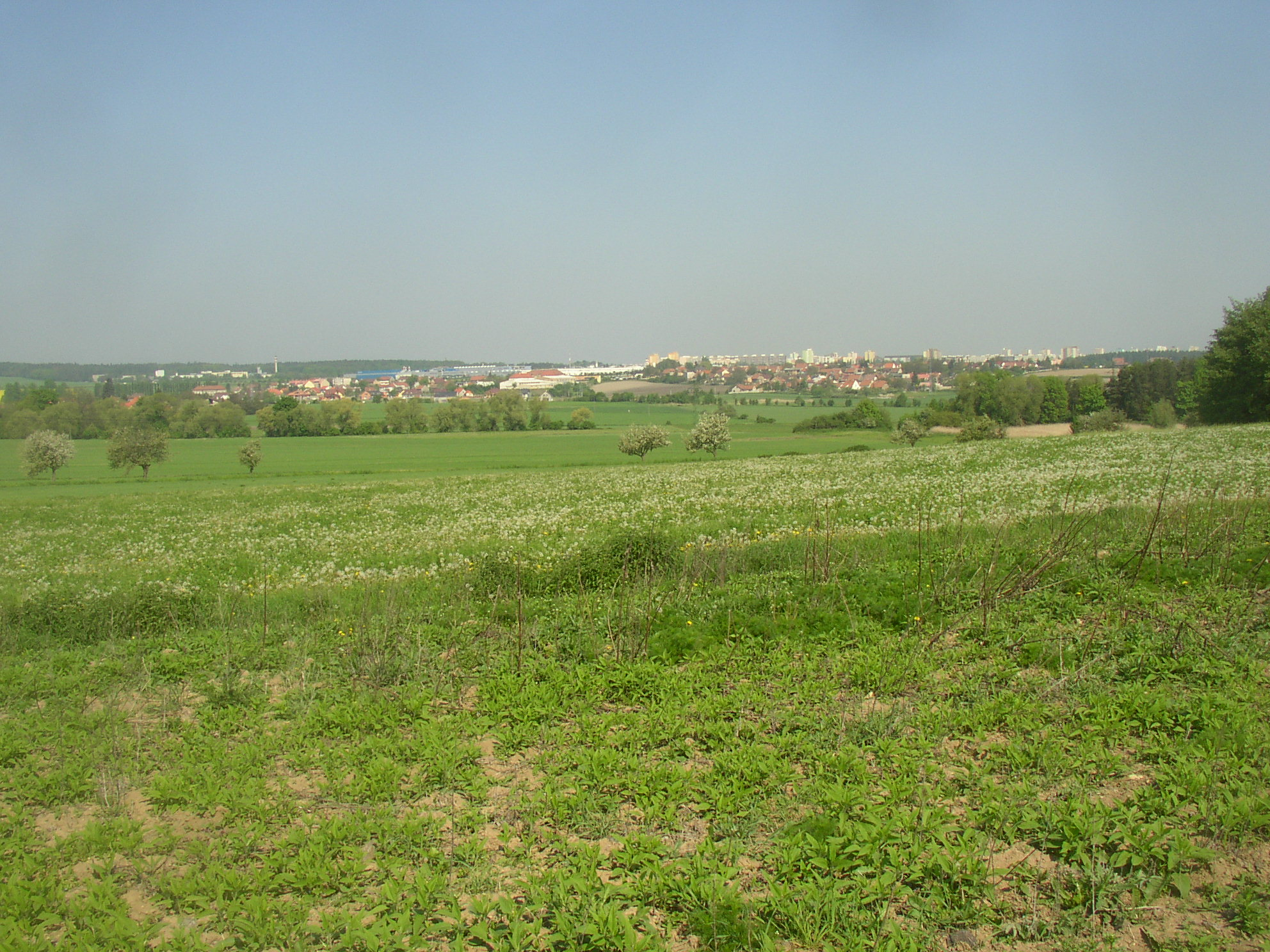
Celkový pohled na obec od jihovýchodu
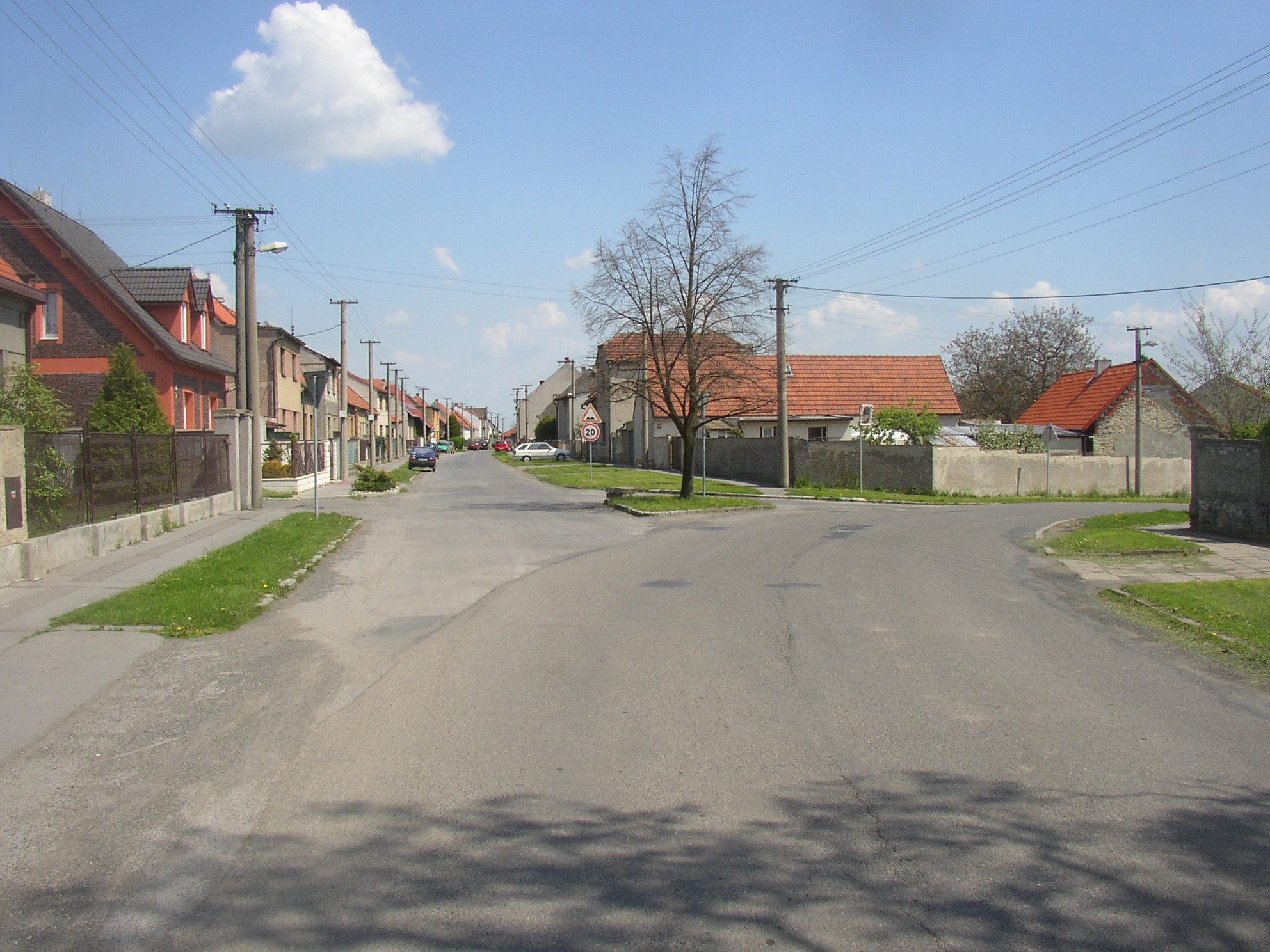
Ul. Vítězná
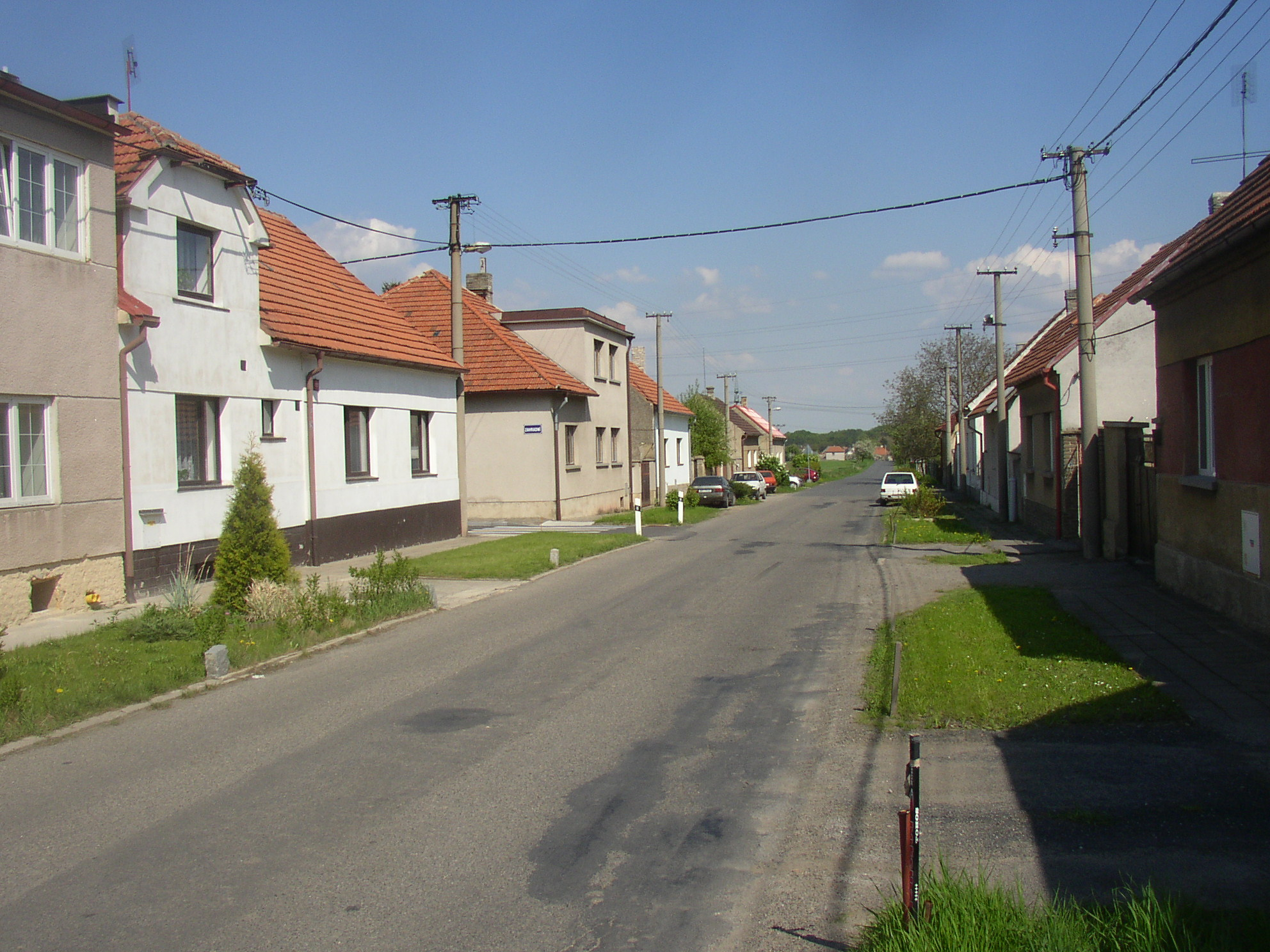
Ul. Dolanská
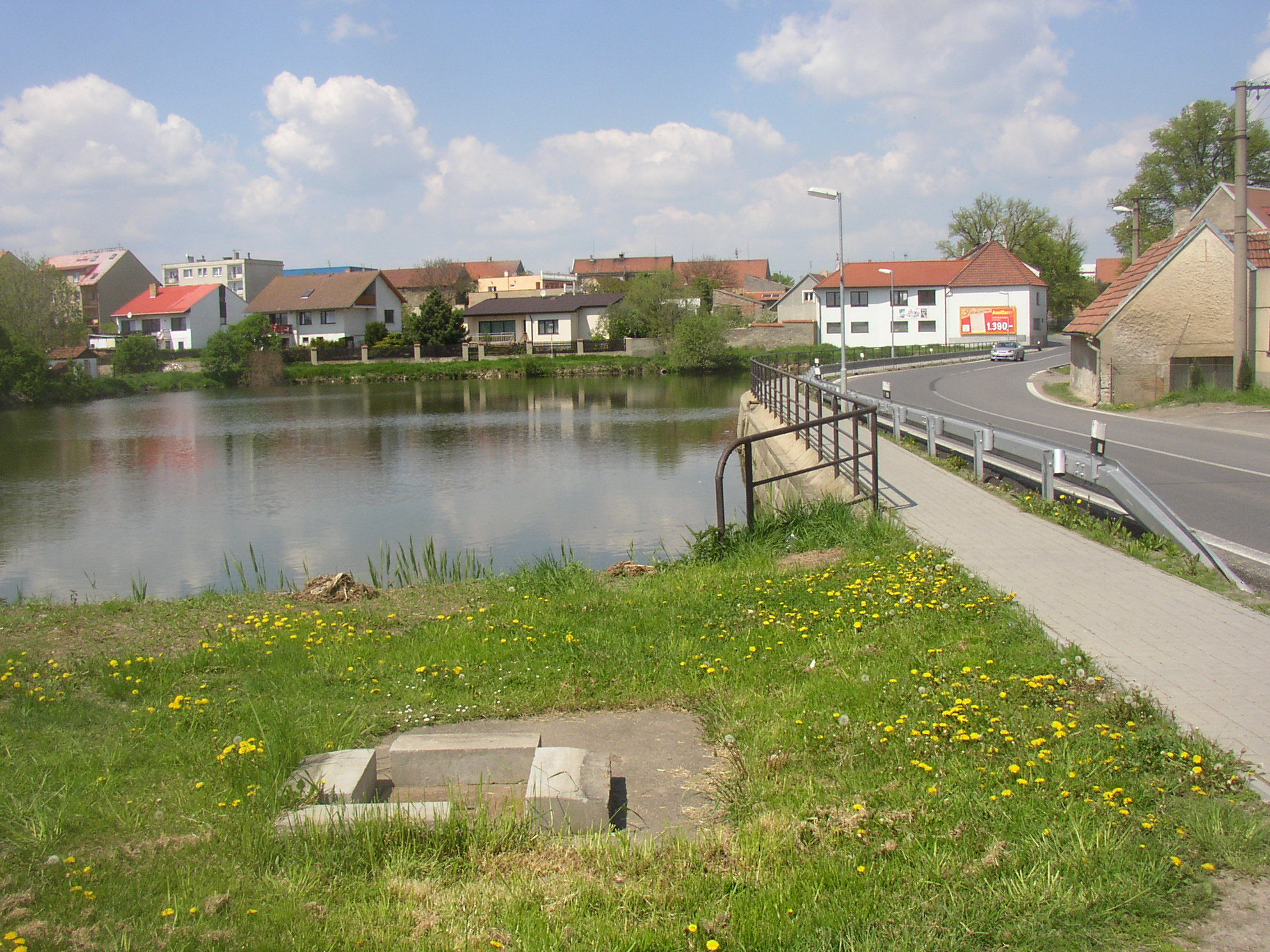
Ul. Hlavní a rybník
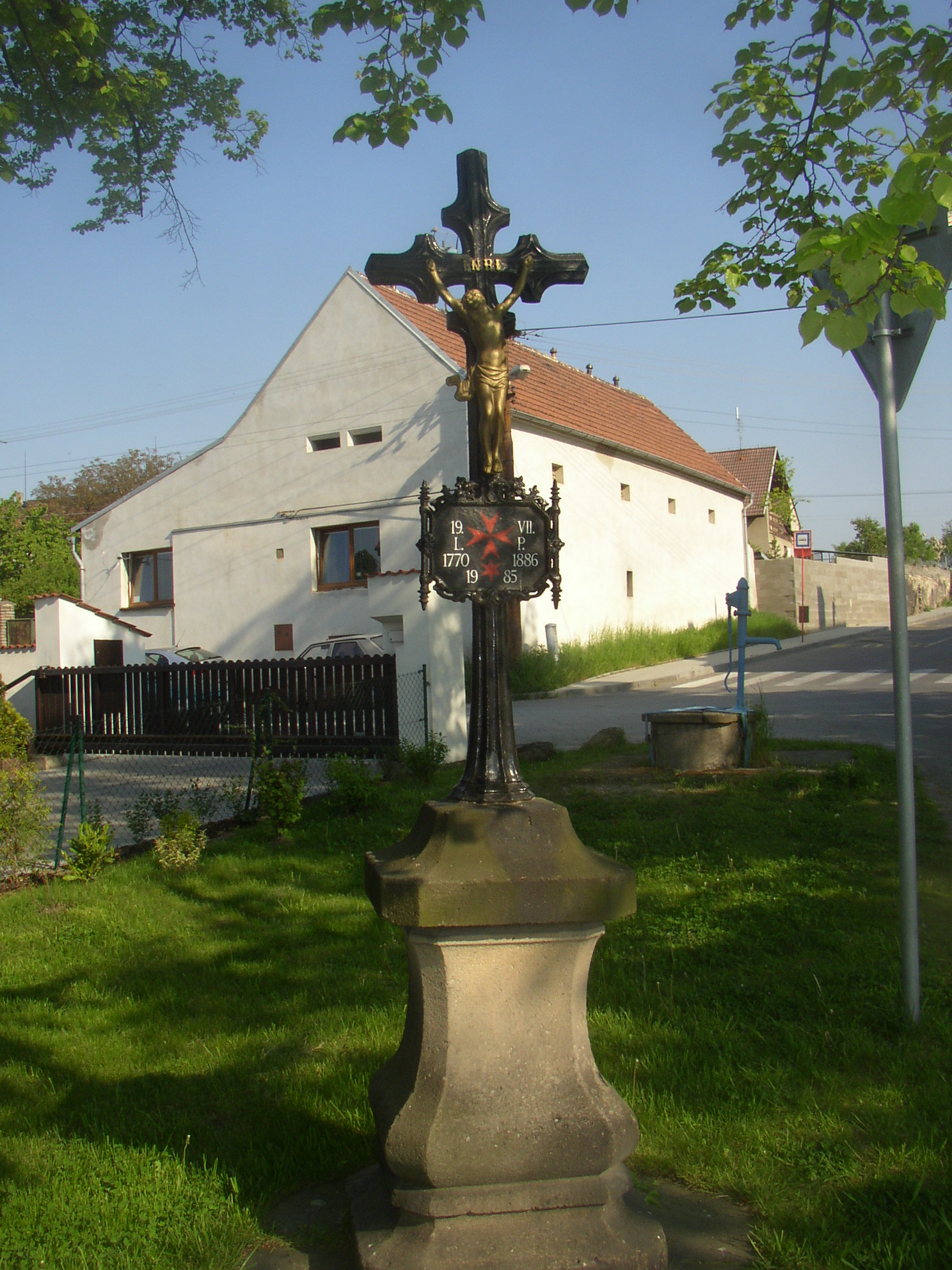
Křížek na návsi
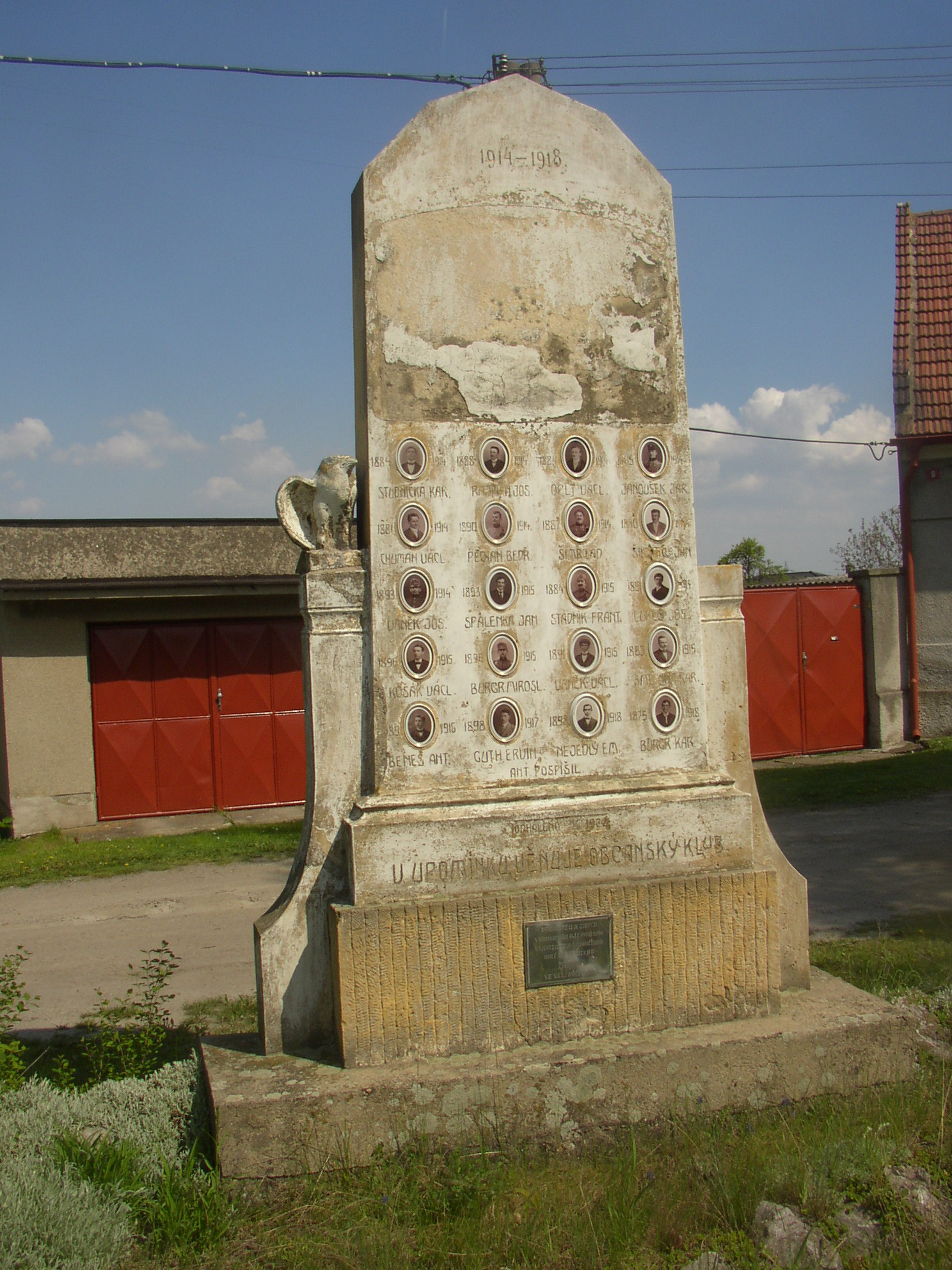
Pomník padlým ve světové válce
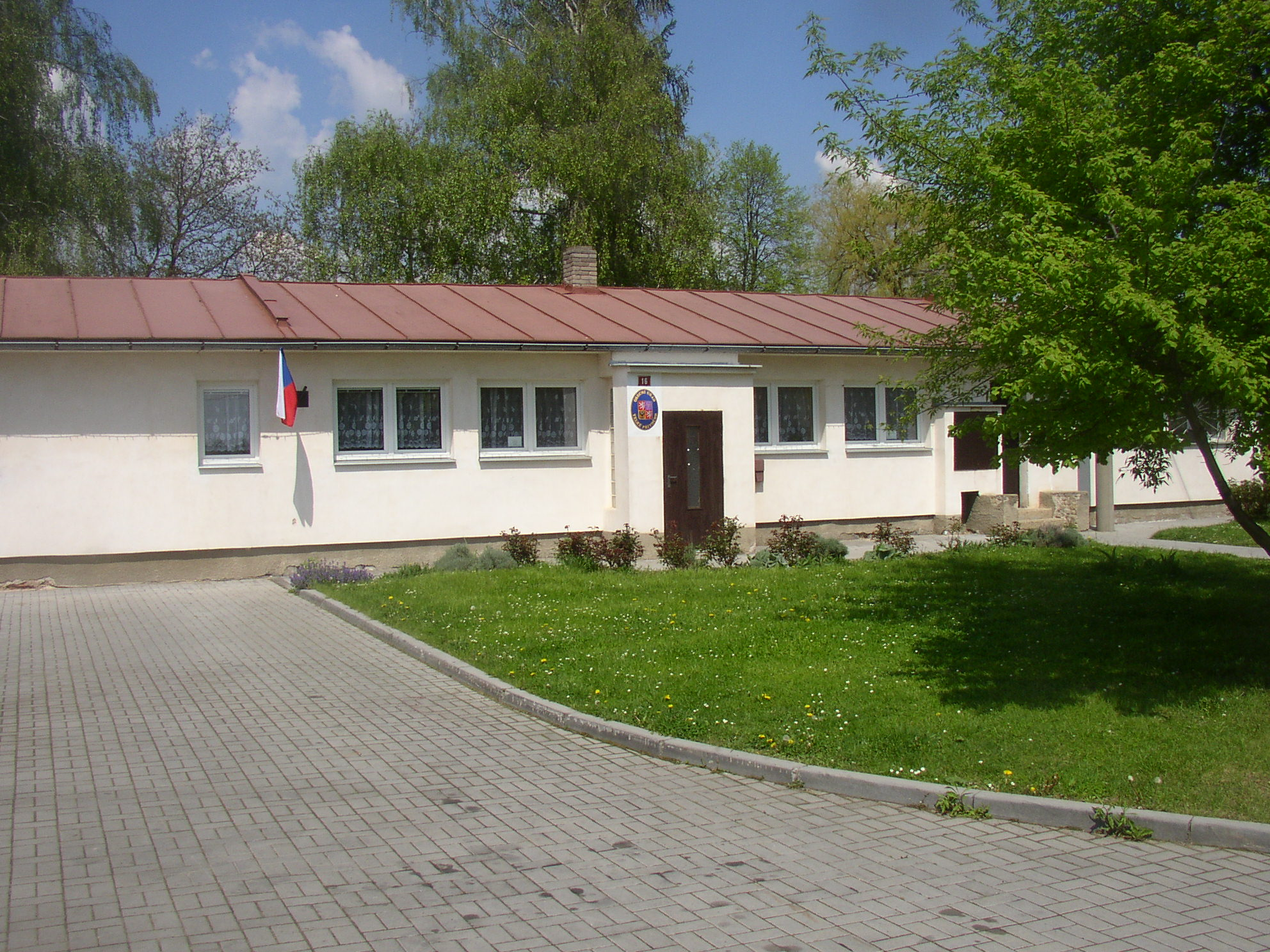
Obecní úřad
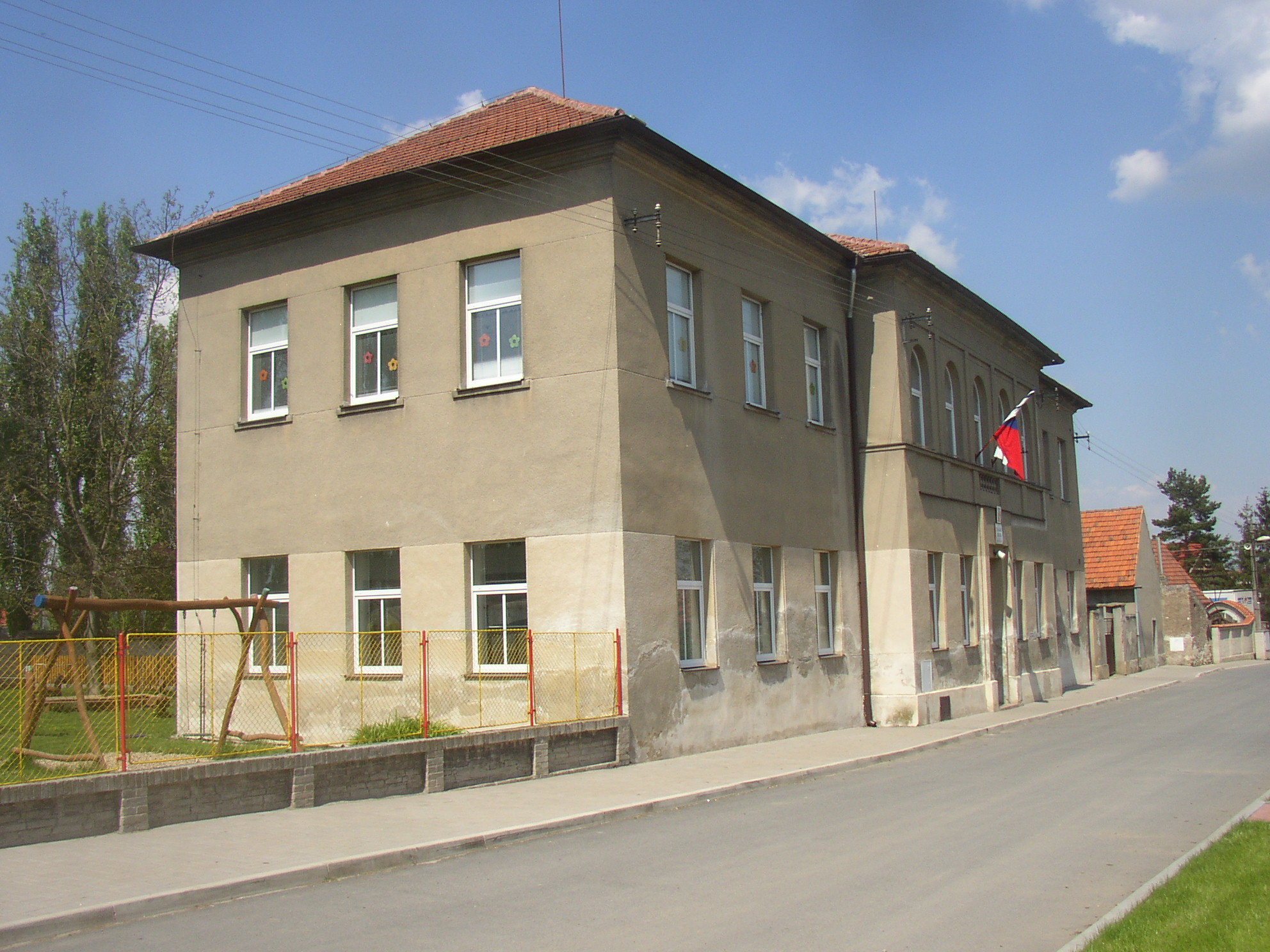
Základní škola
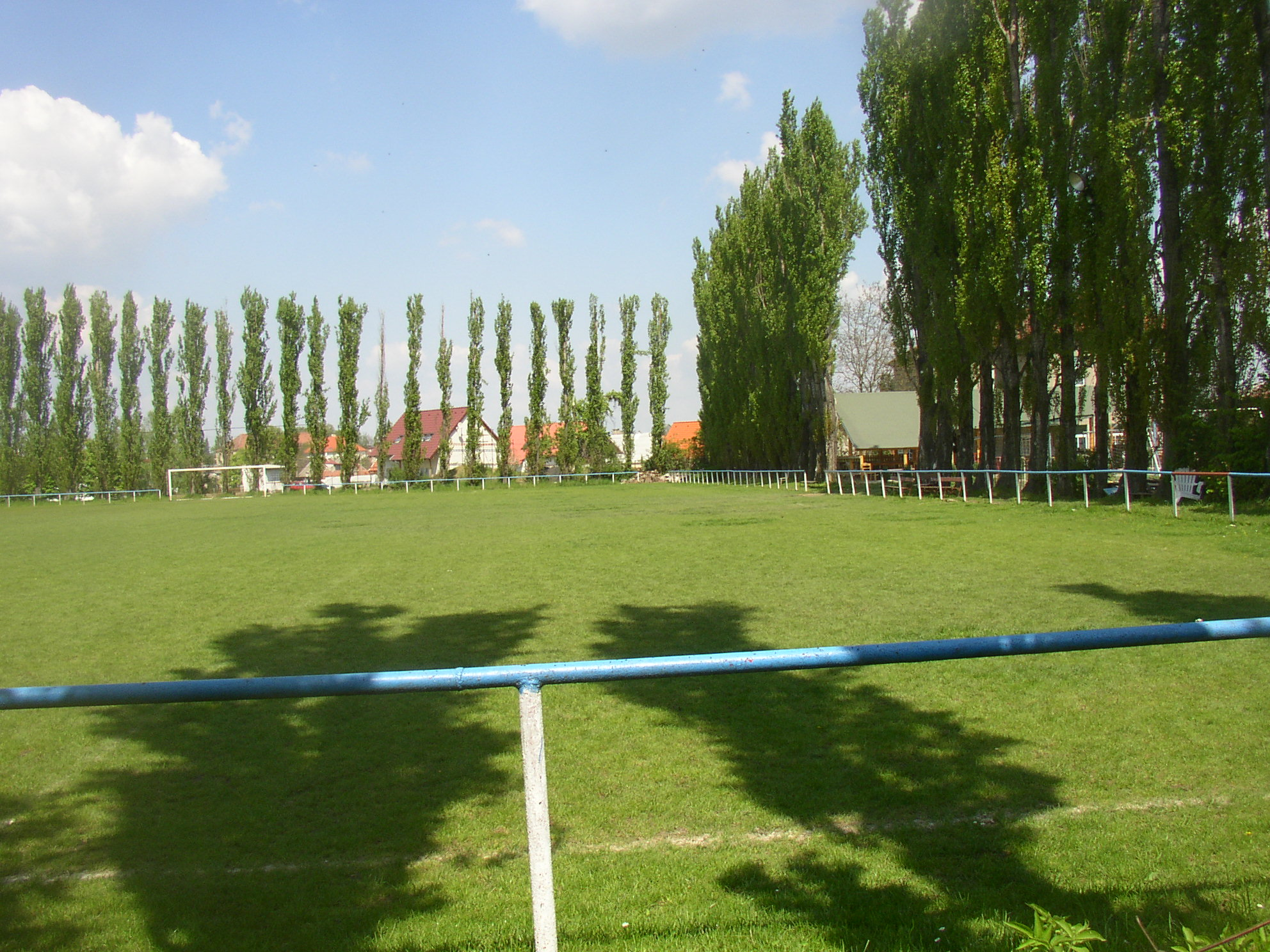
Hřiště fotbalového klubu SK Velké Přítočno